# Jiang cheng xia ri
Jiang cheng xia ri (江城夏日, Jiāng chéng xià rì lit. Dies d'estiu a la Ciutat del Riu), comercialitzada internacionalment com Luxury Car és una pel·lícula xinesa del 2006 dirigida per Wang Chao. La pel·lícula va ser produïda per la xinesa Bai Bu Ting Media i la francesa Rosem Films, i en associació amb Arte France Cinéma.
Luxury Car es va estrenar el 22 de maig de 2006, al 59è Festival Internacional de Cinema de Canes, on va guanyar la competició del Premi Un certain regard.

## Argument
La pel·lícula segueix un ancià del camp que va a Wuhan a buscar el seu fill desaparegut, que la seva dona moribunda ha demanat que vegi per darrera vegada. A Wuhan, coneix la seva filla, una escort del bar de karaoke que li presenta un vell agent de policia que s'ofereix a ajudar. Aviat es fa evident tant per al pare com per al policia que els mafiosos que regeixen el bar de karaoke de la filla i la desaparició del fill estan relacionats.

## Repartiment
- Tian Yuan, com Li Yanhong, una jove del camp que s'ha traslladat a la ciutat a la recerca d'una vida millor. Tanmateix, es troba treballant com a prostituta en un bar de karaoke.
- Wu Youcai, com a Li Qiming, el pare de Li Yanhong, un mestre d'escola gran que ha vingut a Wuhan a la recerca del seu fill.
- Li Yiqing, com a policia, un detectiu vell que ha acceptat ajudar a Li Yanhong en la seva recerca
- Huang He, com a He Ge el propietari del bar Karaoke i el "nòvio" de Li Yanhong
- Li Li, com A Li, una altra prostituta i companya de pis de Li Yanhong.

## Historial de producció

### Història
Luxury Car és la tercera pel·lícula de la trilogia informal de Wang sobre la vida a la Xina moderna després de The Orphan of Anyang (2001) i Day and Night (2004). El concepte de la pel·lícula i el seu enfocament als pares que s'han desconnectat dels seus fills, va sorgir, segons Wang, després que va descobrir que la seva mare havia contret càncer. Wang també ha declarat quines són les seves intencions socialment conscients darrere la pel·lícula:
| « | La bretxa entre rics i pobres, la distància que separa les persones de la felicitat, les contradiccions entre el sistema social heretat del passat i les càrregues del present: són problemes que jo mateix, com a membre de ple dret del poble, en senti tot el pes i la intensitat. Això és el que em va fer decidir a fer la pel·lícula. | » |

### Localització
La pel·lícula va ser rodada i té lloc gairebé íntegrament a la ciutat de Wuhan a la província de Hubei al centre de la Xina. El director Wang Chau va assenyalar que Wuhan representa per a ell, una "ciutat xinesa molt típica", en particular la seva barreja d'urbà i rural, modern i tradicional.
El repartiment principal, a més, eren tots habitant de la ciutat, inclosos els actors que interpretaven el pare, l'agent de policia i la filla.

## Recepció
Fora del circuit de festivals de cinema, Luxury Car segueix sent poc vista. Per a aquells públics que han vist la pel·lícula, la reacció ha estat un elogi en silenci. Dwayne Byrge de The Hollywood Reporter, per exemple, després de veure la pel·lícula a Canes va elogiar el repartiment de Luxury Car, en particular Wu Youcai com el pare i l'estrella del pop xinesa Tian Yuan en el paper de la filla, però en general va trobar la pel·lícula "previsible i narrativament poc inspirada."
D'altra banda, Derek Elley de Variety només va elogiar la pel·lícula, destacant les actuacions de Tian i Wu, i assenyalant que la pel·lícula està "estretament escrita i ben interpretada."